# Rifferswil
Rifferswil is een gemeente en plaats in het Zwitserse kanton Zürich, en maakt deel uit van het district Affoltern.
Rifferswil telt 813 inwoners (2007).